# Jazzpunk
Jazzpunk je komično avanturistička video igrica razvijena od strane Necrophone games-a i obljavljena od Adult swim games-a za Microsoft Windows, OS X i Linux platforme.
Objavljena je 7. Februara 2014. godine.

## Radnja
Igrica je smeštena u alternativnoj realnosti hladnog rata. Glavna radnja se odigrava oko tajnog agenta Poliblanka(Polyblank) koji radi zadatke tipa infiltracija u Sovjetski konzulat. Osim glavnih zadataka, igrica je puna mnogih zadataka sa strane. U igrici takodje ima mnogo malih fora koje će sigurno nasmejati igraoca. To, naravno, ne znači da igricu treba shvatati olako jer se nivoi zasnivaju na logičkim zagonetkama koje će naterati igrače da koriste mozak.
Igrica je inspirisana filmovima kao što je npr. Naked Gun i u njoj se može naći mnogo referenci na igrice i filmove iz devedesetih.

## Komande
Kretanje u igrici se svodi na uobičajeno WASD i tasteri E i Q za korišćenje raznih predmeta, otvaranje vrata itd.

## Trailer
Trailer za ovu igricu se može naći ovde.